# Laurentius Wallenius
Laurentius Caroli Wallenius, död 28 januari 1701 i Flisby församling, Jönköpings län, var en svensk präst i Flisby församling.

## Biografi
Laurentius Wallenius prästvigdes 1660 och blev komminister i Hässleby församling. Han blev 1677 kyrkoherde i Flisby församling. Wallenius avled 28 januari 1701 i Flisby församling.

### Familj
Wallenius gifte sig första gången med en dotter till kyrkoherden Nicolaus Björn i Tuna församling. Wallenius gifte sig andra gången med Anna Bark.